# Peter Thiele (Bürgermeister)
Peter Thiele (auch Peter Tyle, Peter Tile, Peter Tiele; † 13. September 1535) war zwischen 1519 und 1534 mehrere Male Bürgermeister von Görlitz.

## Leben
Am 24. Februar 1527 waren Thiele, Stadtschreiber Johannes Hass und Münzmeister Hans Baldauf in Prag bei der Krönung Ferdinands zum Böhmischen König. Am 2. September 1527 wurde Thiele zum neuen Bürgermeister gewählt. Diese Wahl wurde begleitet von einem versuchten, letztlich aber gescheiterten Tuchmacheraufstand, in dessen Folge es einige Hinrichtungen gab. Richard Jecht bezeichnete Thiele als einen „Hauptfeind der Reformation“. Thiele war 1519 und 1524 zweimal Bürgermeister und wurde es in den Jahren 1530 und 1533 noch zweimal. Seine letzte Amtszeit dauerte zwei Jahre. Er starb am 13. September 1535.

## Familie
Ob Thiele der Görlitzer, auch ratssässigen Familie Tyle entstammte, kann angesichts der sehr wenigen Quellen über jene Familie nicht gesagt werden.
Er war verheiratet mit Ursula Frenzel, einer Cousine des reichen Großhändlers Hans Frenzel. Als Ursulas Ehemann erbte Thiele (wohl nach dem Tod seines Schwiegervaters Peter Frenzel) im Jahr 1526 das Gut Deutsch Ossig.
Als Kinder aus Peter und Ursula Thieles Ehe sind zumindest Sara (verheiratet mit Paul Schnitter, einem Sohn Onophrius Schnitters) und Hans (* um 1520; † 30. Juni 1569; ⚭ Agnes Winckler, Tochter des Buchführers Thomas Winckler) belegt. Hans’ Witwe Agnes (* 1526; † 1572) heiratete im Jahr 1570 als 44-Jährige den 30-jährigen Bartholomäus Scultetus.